# Рейнский союз городов
Рейнский союз городов (нем. Rheinischer Städtebund) заключался в истории немецких земель дважды.

## Первый рейнский союз
Первый рейнский союз просуществовал с 13 июля 1254 года по 29 июля 1255 года. Был заключен между городами Майнцем, Вормсом, Оппенгеймом и Бингеном 13 июля 1254 года с целью создания системы взаимной самозащиты в условиях крайней феодальной раздробленности немецких земель, сохранения и поддержания всеобщего мира, развития торговли. Вскоре к этому союзу присоединились не только города от Кёльна до Базеля, но и архиепископы и епископы. В 1255 году число членов союза достигло 59. Союз имел регулярные собрания князей. Однако, после нескольких лет совместных сборов, князья начали тяготиться союзом. 26 мая и 15 августа 1256 года князья больше не собирались, поэтому союз прекратил своё формальное существование.

## Второй рейнский союз
20 марта 1381 года образовался второй рейнский союз городов. В него вошли Франкфурт, Майнц, Вормс, Шпейер и Страсбург. Союз просуществовал до середины 1389 года. Его целью также было создание системы взаимной самозащиты в условиях крайней феодальной раздробленности немецких земель, сохранения и поддержания всеобщего мира, развития торговли. Однако, реального политического веса ни первый, ни второй союз не имели. Объяснялось это тем что население даже самых крупных городов-членов союза в те времена не превышало 5 000 человек, а потому они были крайне слабыми и практически не влияли на огромные массы аграрного населения, которые их окружали.